# ATP Challenger Portorož
Das ATP Challenger Portorož (offizieller Name: Challenger Slovenia Open) war ein von 2013 bis 2019 stattfindendes Tennisturnier in Portorož. Es war Teil der ATP Challenger Tour und wurde im Freien auf Hartplatz ausgetragen. Sjarhej Betau ist durch seine zwei Siege im Doppel Rekordsieger.

## Liste der Sieger

### Einzel
| Jahr | Sieger             | Finalgegner       | Ergebnis        |
| ---- | ------------------ | ----------------- | --------------- |
| 2019 | Aljaž Bedene       | Viktor Durasovic  | 7:5, 6:3        |
| 2018 | Constant Lestienne | Andrea Arnaboldi  | 6:2, 6:1        |
| 2017 | Serhij Stachowskyj | Matteo Berrettini | 6:74, 7:66, 6:3 |
| 2016 | Florian Mayer      | Daniil Medwedew   | 6:1, 6:2        |
| 2015 | Luca Vanni         | Grega Žemlja      | 6:3, 7:66       |
| 2014 | Blaž Kavčič        | Gilles Müller     | 7:5, 6:74, 6:1  |
| 2013 | Grega Žemlja       | Martin Fischer    | 6:4, 7:5        |

### Doppel
| Jahr | Sieger                                     | Finalgegner                        | Ergebnis           |
| ---- | ------------------------------------------ | ---------------------------------- | ------------------ |
| 2019 | Teimuras Gabaschwili Carlos Gómez Herrera  | Lucas Miedler Sam Weissborn        | 6:3, 6:2           |
| 2018 | Gerard Granollers Lukáš Rosol              | Nikola Čačić Lucas Miedler         | 7:5, 6:3           |
| 2017 | Hans Podlipnik-Castillo Andrej Wassileuski | Lukáš Rosol Franko Škugor          | 6:3, 7:64          |
| 2016 | Sjarhej Betau (2) Ilja Iwaschka            | Tomislav Draganja Nino Serdarušić  | 1:6, 6:3, [10:4]   |
| 2015 | Fabrice Martin Purav Raja                  | Aljaksandr Bury Andreas Siljeström | 7:65, 4:6, [18:16] |
| 2014 | Sjarhej Betau (1) Aljaksandr Bury          | Ilija Bozoljac Flavio Cipolla      | 6:0, 6:3           |
| 2013 | Marin Draganja Mate Pavić                  | Aljaž Bedene Blaž Rola             | 6:3, 1:6, [10:5]   |